# Semir Tuce
Semir Tuce (* 11. Februar 1964 in Mostar, Jugoslawien, heute Bosnien und Herzegowina) ist ein ehemaliger jugoslawischer Fußballspieler.

## Karriere als Spieler

### Vereine
In acht Jahren spielte er 187 Pflichtspielen für den bosnisch-herzegowinischen Fußballclubs FK Velež Mostar und erzielte dabei 54 Tore. Mit dem FK Velež Mostar gewann er 1985 den Jugoslawischen Fußballpokal. 1986 wurde er zum Fussballer des Jahres in Jugoslawien gewählt.
Im Juli 1989 wechselte er in die Schweiz zum aktuellen Meister FC Luzern in die damalige Nationalliga A. Tuce spielte zwischen 1989 und 1995 für den FC Luzern und gewann 1992 im Cupfinal gegen den FC Lugano den Schweizer Cup. Nach sechs Jahren beim FC Luzern beendet er 1995 seine Karriere.

### Nationalmannschaft
In sieben Einsätzen für die jugoslawische Nationalmannschaft erzielte er zwei Treffer.
An den Olympischen Sommerspielen 1988 in Seoul nahm Tuce mit der jugoslawischen Mannschaft teil. Er kam dabei auf zwei Einsätze.

## Erfolge
- Jugoslawischer Fußballpokalsieger 1986 mit FK Velež Mostar.
- Schweizer Cupsieger 1992 mit dem FC Luzern.
- Aufstieg in die Nationalliga A 1993 mit dem FC Luzern.

## Auszeichnungen
- Jugoslawiens Fußballer des Jahres 1986.[2]